# Santa Loreto
Santa Loreto är en ort i Mexiko.   Den ligger i kommunen Culiacán och delstaten Sinaloa, i den västra delen av landet, 1 000 km nordväst om huvudstaden Mexico City. Santa Loreto ligger 129 meter över havet och antalet invånare är 118.
Terrängen runt Santa Loreto är platt åt nordväst, men åt sydost är den kuperad. Runt Santa Loreto är det mycket glesbefolkat, med 6 invånare per kvadratkilometer. Närmaste större samhälle är Quila, 18,5 km sydväst om Santa Loreto. I omgivningarna runt Santa Loreto växer huvudsakligen savannskog.